# Callia argodi
Callia argodi là một loài bọ cánh cứng trong họ Cerambycidae.